# Флаг Запорожья
Флаг Запорожья (укр. Прапор Запоріжжя) — официальный символ города Запорожья Запорожской области Украины.
Флаг представляет собой полотнище прямоугольной формы малинового цвета с соотношением сторон — 1:1,5. В центре флага расположен герб города.

## Описание
Флаг представляет собой прямоугольное полотнище с соотношением сторон 1:1,5. Малиновый цвет полотнища символизирует цвет казацких побед, пролитую кровь в борьбе за свободу и независимость Украины.
В центре флага изображён герб города: щит, разделённый на две части, в верхнем зелёном поле — два перекрещенных золотых ружья, а в нижнем малиновом — чёрный лук с тремя стрелами, направленными остриями вниз. Древко флага окрашено в жёлтый цвет, который символизирует щедрость, силу, богатство и счастье.
Символика цветов и элементов флага отражает богатство и уникальность окрестной природы, героическое прошлое казацкого края, а также высокие принципы городского самоуправления.

## История
Дизайн флага был утверждён 31 января 2003 года на шестой сессии городского совета. Эскизы флага и герба были разработаны Институтом истории Национальной академии Украины. Автором флага является дизайнер Владислав Кутуев.